# Horky u Milotic
Horky u Milotic este o arie protejată (arie specială de conservare — SAC, sit de importanță comunitară — SCI) din Republica Cehă întinsă pe o suprafață de 18,89 ha, integral pe uscat.

## Localizare
Centrul sitului Horky u Milotic este situat la coordonatele 48°56′40″N 17°08′04″E / 48.944444°N 17.134444°E.

## Înființare
Situl Horky u Milotic a fost declarat sit de importanță comunitară în aprilie 2005 pentru a proteja 1 specie de plante. Situl a fost protejat și ca arie specială de conservare în noiembrie 2016.

## Biodiversitate
Situată în ecoregiunea panonică, aria protejată nu include niciun habitat protejat.
La baza desemnării sitului se află o specie protejată de  plante: Echium russicum.